# Sobótka
Sobótka là một thị trấn thuộc huyện Wrocławski, tỉnh Dolnośląskie ở miền tây nam Ba Lan. Thị trấn có diện tích 32 km². Đến ngày 1 tháng 1 năm 2011, dân số của thị trấn là 6924 người và mật độ 215 người/km².